# 阳澄湖东站
阳澄湖东站位于中国江苏省苏州市昆山市巴城镇前进西路与环城西路交叉口，是苏州地铁11号线的地铁车站，于2023年6月24日开通运营。

## 车站结构
本站为地下二层岛式车站。

### 车站楼层
| 1                 | 地面 | 出入口 |
| -1                | 站厅 | 售票、客服中心、商店                                                                                            |
| -2                | 站台 | \| \| \| ■ 11号线往苏州新区火车站（草鞋山） \| \| 島式 · 開左邊车门 \| \| \| \| \| \| ■ 11号线往花桥（正仪） \| |
|                   |      | ■ 11号线往苏州新区火车站（草鞋山）                                                                              |
| 島式 · 開左邊车门 |      | |
|                   |      | ■ 11号线往花桥（正仪）                                                                                          |

## 历史
- 2020年5月26日，11号线首台盾构在本站始发[1]。